# 掛榜山小鯢
掛榜山小鯢（學名：Hynobius yunanicus）為小鯢科小鯢屬的一個種類，又名豫南小鯢，在未命名前被稱為祁山小精靈。掛榜山小鯢體型嬌小，身長約在8-15公分左右，體重也只有80-150公克。

## 描述
掛榜山小鯢的瞳孔虹膜成金黄色，眼球突出，頭部大而扁，並有十分明顯的腹褶與側頸褶，但無唇褶，體圓而粗，腹部稍扁平，尾部呈橢圓型，末端側扁，前肢有四指，後肢有五指，無蹼，而四肢末端無角質鞘是其種與其他小鯢可分辨的特徵。

## 棲地環境
掛榜山小鯢對棲地的變化與汙染十分敏感，可生活於低海拔山區內（約在600-800公尺），生長環境必須有卵石遍布，水質優良，無污染，必須有大量樹木生長。

## 分布
掛榜山小鯢目前僅分布於湖南省的祁陽縣的掛榜山林場一帶，以及祁東縣的靈官鎮，也就是祁山主峰附近的地區，均為掛榜山小鯢的分布地區。

## 保育現狀
掛榜山小鯢目前被列入瀕危物種，也因生活於3億年前，歷經遠古時代，對了解古生物棲息地有很大的幫助，被列為國際珍稀物種，受到保護。

## 種間比較
掛榜山小鯢外型與中國小鯢（H. chinensis）極為相似，但在基因遺傳學的分類上，兩種是不同的種類，而在細節部份的特徵上，掛榜山小鯢與中國小鯢的四肢末端有稍微不同。

## 外部連結
- 沈猷慧教授发现小鲵的一个新种[]